# 哈密尔顿 (新西兰)

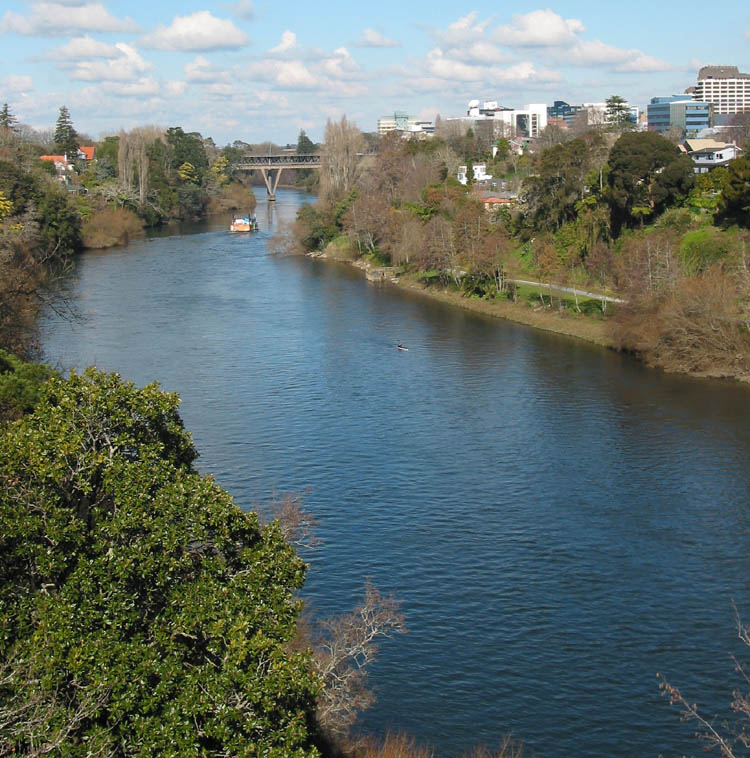
流经汉密尔顿的怀卡托河

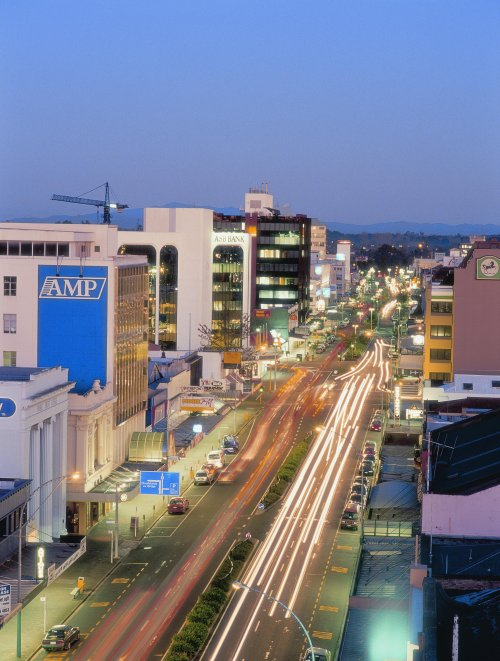
市内的维多利亚大街

哈密尔顿（英語：Hamilton，毛利語：Kirikiriroa）位于新西兰北岛北部，是新西兰第四大城市，也是新西兰最大的内陆城市。南距奥克兰市129公里，是怀卡托省首府，人口约为17.9万（2023年数据），其中包括2.0万学生。
新西兰長度第一、流量第二的河流怀卡托河流经汉密尔顿，它被新西兰最肥沃的土地所包围，被称为“世界奶类产品之都”。起初，哈密尔顿是作为一个农业服务中心而存在的，但现在它拥有着多样的经济，例如電子加工，精緻農業等等。

## 高等院校
- 懷卡托大學
- 懷卡托技術學院

## 友好城市
哈密尔顿與三個城市建立了友好城市的關係：
- 美国加利福尼亚州沙加緬度（1989年5月25日）
- 日本埼玉市（1984年5月14日）
- 中国无锡市（1986年7月15日）

## 著名景点
- 汉密尔顿花园
- 汉密尔顿动物园
- 懷卡托美術文化博物館
- 懷托摩萤火虫洞
- 奧克蘭天空城
- 天空城電影院
- 漢米爾頓湖